# Gastfreundschaftsnetzwerk
Gastfreundschaftsnetzwerke (teilweise auch Gastgeberdienste genannt) sind (oft internationale) Netzwerke von Privatpersonen, welche sich bereit erklären, Reisende für einen begrenzten Zeitraum kostenlos bei sich aufzunehmen.

## Geschichte
Das erste Gastfreundschaftsnetzwerk, Servas Open Doors, wurde 1949 von Bob Luitweiler als eine transnationale, unkommerzielle, von Freiwilligen geführte Organisation gegründet. Sie setzt sich für Frieden zwischen den Völkern ein. Die Anfänge des zweitältesten Dienstes liegen im Traveler's Directory, das 1965 von John Wilcock aufgebaut wurde. Darin wurden ursprünglich nur seine eigenen Freunde aufgelistet, die bereit waren, sich auf Reisen gegenseitig aufzunehmen. 1988 entstand daraus das Netzwerk Hospitality Exchange. Der erste internetbasierte Dienst war Hospex, der seit 1992 von Polen aus operierte.
Seit den 1990er Jahren geht der Trend der Gastfreundschaftsnetzwerke zunehmend weg von Gastgeberlisten in gedruckter Form hin zu Datenbanken im Internet, die den Benutzern zur Verfügung stehen, um miteinander Kontakt aufzunehmen. Diese Webseiten haben seit 2000 einen enormen Zuwachs erfahren. Beispiele dafür sind CouchSurfing, Hospitality Club (direkter Nachfolger von Hospex) und Warm Showers.
Die einzelnen Dienste variieren in ihrer Organisation, in den Funktionen, die den Benutzern zur Verfügung stehen, zu einem geringeren Teil auch in den Nutzungsbedingungen und der typischen Zielgruppe.

## Funktionsweise
Durch Gastfreundschaftsnetzwerke wird die Reise erschwinglicher und ein direkterer Kontakt zu den Bewohnern des Landes und ihrer Lebensweise ermöglicht. Registriert sind die Gastgeber in Gastgeberlisten, die in digitaler oder gedruckter Form zugänglich sind. Der Reisende sucht sich selbstständig seine Übernachtungsplätze, indem er mögliche Gastgeber anhand der Liste kontaktiert.
Der Aufenthalt bei einem Gastgeber beträgt typischerweise jeweils nur wenige Tage. Prinzipiell gibt es im Gegensatz zu einem Hotelaufenthalt weder eine Gebühr noch einen Anspruch auf Versorgungsleistungen über die Übernachtung hinaus. Gemeinsame Mahlzeiten, die Benutzung von Küche, Telefon oder Internet sowie die Beteiligung an den entstehenden Kosten werden individuell vereinbart. In vielen Gastgeberlisten sind auch Personen eingetragen, die bereit sind, Touristen in der Stadt herumzuführen.
In Privathaushalten zu übernachten bedeutet für die Reisenden eine große Ersparnis des Geldes, das sie normalerweise für Übernachtungen in einem Hotel, einem Hostel oder einer Jugendherberge ausgeben würden. Auf längere Zeit (etwa auf einen Zeitraum von zwei bis vier Wochen) gesehen kann diese Strategie das Reisebudget um die Hälfte reduzieren. Dadurch wird eine Reise nicht nur finanziell überhaupt erst ermöglicht, auch längere Aufenthalte im Land werden erschwinglich, was oft gleichgesetzt wird mit einer erheblich authentischeren Erfahrung des Landes.

## Beispiele für populäre Gastfreundschaftsnetzwerke
- ADFC-Dachgeber (nur in Deutschland, Voraussetzungen: Unterwegs mit dem Fahrrad, Kauf der Gastgeberliste)
- BeWelcome (Voraussetzung: kostenlose Anmeldung auf der Internetplattform)
- Couchers (Voraussetzung: kostenlose Anmeldung auf der Internetplattform)
- CouchSurfing (Voraussetzung: kostenpflichtige[1] Anmeldung auf der Internetplattform)
- Hospitality Club (Voraussetzung: kostenlose Anmeldung auf der Internetplattform)
- Servas International (Voraussetzungen: Informationsgespräch mit einem Interviewer, Ausleihen der Gastgeberliste)
- Pasporta Servo (Voraussetzungen: Esperanto-Grundkenntnisse, Kauf der Gastgeberliste)
- Warm Showers (Voraussetzung: unterwegs als Radreisender, Anmeldung für einmalige $35 auf der Internetplattform)
- WWOOF ("Worldwide opportunities on organic farms", Kost & Logis gegen Arbeit auf der Farm; Voraussetzung: Kauf der Gastgeberliste)
- Trustroots (kostenlose Anmeldung auf der Internetplattform)